# Лэндмен
«Лэ́ндмен» (или «Землевладе́лец», англ. Landman) — американский драматический телесериал Тейлора Шеридана и Кристиана Уоллеса, основанный на подкасте Уоллеса Boomtown. Премьера первого сезона состоялась на стриминговой платформе Paramount+ 17 ноября 2024 года.
В марте 2025 года сериал был продлён на второй сезон, премьера которого состоится 16 ноября 2025 года.

## Сюжет
Действие происходит в наши дни в Западном Техасе на фоне нефтяных вышек, рабочих буровых установок и миллиардеров, владеющих нефтяными участками.

## В ролях
- Билли Боб Торнтон — Томми Норрис
- Эли Лартер — Анджела Норрис
- Мишель Рэндолф — Эйнзли Норрис
- Джейкоб Лофленд — Купер Норрис
- Деми Мур — Ками
- Кайла Уоллес — Ребекка Сэвидж
- Джеймс Джордан — Дейл Брэдли
- Марк Колли[англ.] — шериф Джоберг
- Паулина Чавес[англ.] — Ариана
- Джон Хэмм — Монти Миллер
- Мустафа Спикс — Босс
- Энди Гарсиа — Галино
- Майкл Пенья — Армандо
- Октавио Родригес — Антонио
- Дж. Р. Вилльярреал — Мануэль
- Дж. Дж. Томпсон — Хименес Кру

## Эпизоды

### Сезон 1 (2024—2025)
| №  | Название                                                    | Режиссёр       | Автор сценария | Дата премьеры   |
| -- | ----------------------------------------------------------- | -------------- | -------------- | --------------- |
| 1  | «Землевладелец» «Landman»                                   | Тейлор Шеридан | Тейлор Шеридан | 17 ноября 2024  |
| 2  | «Мечтатели и неудачники» «Dreamers and Losers»              | Тейлор Шеридан | Тейлор Шеридан | 17 ноября 2024  |
| 3  | «У ада есть палисадник» «Hell Has a Front Yard»             | Стивен Кей     | Тейлор Шеридан | 24 ноября 2024  |
| 4  | «Болезненность вторых шансов» «The Sting of Second Chances» | Стивен Кей     | Тейлор Шеридан | 1 декабря 2024  |
| 5  | «Где мой дом?» «Where is Home»                              | Стивен Кей     | Тейлор Шеридан | 8 декабря 2024  |
| 6  | «Если не дошло в первый раз» «Beware the Second Beating»    | Майкл Фридман  | Тейлор Шеридан | 15 декабря 2024 |
| 7  | «Все дороги ведут в дыру» «All Roads Lead to a Hole»        | Майкл Фридман  | Тейлор Шеридан | 22 декабря 2024 |
| 8  | «Эта неуклюжая жизнь» «Clumsy, This Life»                   | Стивен Кей     | Тейлор Шеридан | 29 декабря 2024 |
| 9  | «Вулфкамп» «WolfCamp»                                       | Стивен Кей     | Тейлор Шеридан | 5 января 2025   |
| 10 | «Крупицы надежды» «The Crumbs of Hope»                      | Стивен Кей     | Тейлор Шеридан | 12 января 2025  |

## Производство
В феврале 2021 года стало известно, что Тейлор Шеридан занимается разработкой телесериала «Лэндмен» (англ. Landman) для Paramount+. Год спустя было объявлено, что главную роль в сериале сыграет Билли Боб Торнтон. К январю 2024 года к актёрскому составу сериала присоединились Эли Лартер, Мишель Рэндолф, Джейкоб Лофленд, Марк Колли, Паулина Чавес, Кайла Уоллес и Джеймс Джордан. В феврале стало известно, что в сериале также снимется Деми Мур.
Съёмки начались в феврале 2024 года в Форт-Уэрте (Техас) и его окрестностях.
Премьера первых двух эпизодов состоялась 17 ноября 2024 года, последующие восемь эпизодов выходили по одному раз в неделю вплоть до 12 января 2025 года.

## Восприятие
На сайте-агрегаторе Rotten Tomatoes рейтинг первого сезона составляет 78 % на основании 37 рецензий критиков и обладает «сертификатом свежести». На сайте-агрегаторе Metacritic рейтинг телесериала составялет 60 баллов из 100 возможных на основании 20 обзоров критиков, что соответствует «смешанным или средним» отзывам.